# F-01D
ドコモ タブレット ARROWS Tab LTE F-01D（ドコモ タブレット アローズタブ エルティーイー エフ ゼロイチ ディー）は、富士通によって開発された、Android 3.2を搭載した、NTTドコモのLTEデータ通信（Xi）端末である。ドコモ タブレットのひとつ。

## 概要
Galaxy Tab 10.1 LTEと同時にNTTドコモから発表されたXi対応のタブレット端末である。なお、「ARROWS」とは富士通製スマートフォン及びタブレットのブランド名である。
タブレット用OSであるAndroid 3.2を搭載している。Xiでの通信速度は最大75Mbpsという高速通信に対応しているほか、Xiエリア外ではFOMAに自動的に切り替わる仕様となっている。またIEEE802.11nのWi-Fiに対応しているため、最大150Mbpsの通信も行うことが可能なほか、WiFiテザリングにも対応しておりPSPやニンテンドーDS、パソコン、PDAなどを接続が可能となる。WiFiテザリングはspモードに接続した場合のみ対応する。
USBホスト機能に対応しているため、本体にUSBマウスやUSBキーボード、USBメモリなどを差込み、パソコンのように利用することが可能となる。
防水仕様のため、浴室やキッチン周りでも使用することが可能となっている。
F-12Cにも採用されている、画面のひっかかりの少ない特殊表面処理「スーパーグライドコーティング」やスーパーコンピューターで計算されたタッチ感度機能により、滑るようなタッチ操作が可能となっている。
ハンドジェスチャーコントロール機能が搭載されており、手で触らず端末を操作することができるため、キッチンで炊事をしながらも操作を行うことが可能となる。
ただしWi-Fiモデルと違い指紋認証機能は備えていない。
バッテリー容量は6,560mAhで、取り外しはできず、交換は預かり修理となり14,700円かかる。

## Android 4.0での変更点
2012年9月27日よりAndroid 4.0へのアップデートが開始された。
アップデートに伴う変更点・機能の追加は以下とおり。
- 顔認証機能の追加
- 画面キャプチャ機能の追加
- 「NX!エコ」アプリの追加
- アプリ履歴の削除機能の改善
- ロック画面の変更
  - ロック画面からカメラを起動できる機能の追加
- アプリ無効化機能の追加

## メールブラウザ
ブラウザではFlash Player 10.3が利用可能なほか、メールではGmail、spモードメール、通常のプロバイダーメールが利用可能となっている。

## アプリケーション
Android OS用のアプリケーションマーケットである、Androidマーケットがそのまま利用可能であり、20万を超えるアプリケーションの中から、自由にアプリケーションをインストールできる。
その他に、NTTドコモが提供するdマーケットからもアプリケーションをダウンロードができる。日本円対応のアプリケーションでは、携帯電話料金課金に対応しているものもある。またFlashを使ったアプリケーションや電子書籍なども利用可能となっている。

### プリインストールアプリ
| - よしもとケータイバラエティ JOOKEY - G CLOUD - Hulu - Twonky Beam Browser - Qik ビデオ for DOCOMO - ドコモあんしんスキャン - NetFront Document Viewer - ウルトラ統合検索 - Adobe Reader - パスワードマネージャー - BeeTV - エリアメール - 2Dfacto - E★エブリスタ - Evernote - TSUTAYA TV - BooksV（ブックスブイ） - ホットペッパー ビューティー - ひかりTV - GREE - Peachy - F media2U - 楽天レシピ - ニッセン - じゃらん - ホットペッパー グルメ - ポンパレ - ＠Fケータイ応援団 - DiXiM Player - DiXiM Server | - KSfilemanager - Backup - 取扱説明書 - ホーム画面切替 - スタイル変更 - タスクマネージャー - NX!input - Gmail - Latitude - YouTube - 音声検索 - トーク - ナビ - プレイス - マーケット - Googleマップ - Google検索 - 音楽 - 音声レコーダー - 連絡先 - カメラ - ギャラリー - ダウンロード - カレンダー - 時計 - ブラウザ - メール - メッセージ - 設定 - 電卓 |

### ウィジェット
- 時計ウィジェット
- 時間割ウィジェット
- 静止画ウィジェット
- キッチンタイマーウィジェット
- 入浴カウンターウィジェット
- 付箋ウィジェット

### 富士通モバイル統合辞書＋
- 広辞苑 第六版 DVD-ROM版＋6分野別検索
- （慣用句・漢字・人名・地名・作品名・季語）
- リーダーズ英和辞典 第2版
- 新和英中辞典 第5版
- 現代用語の基礎知識2011年版
- 新漢語林MX
- みんなで国語辞典（2） あふれる新語
- KY式日本語
- 問題な日本語
- 築地魚河岸ことばの話
- 家庭医学館
- 角川類語新辞典
- デイリー日仏英・仏日英辞典
- デイリー日独英・独日英辞典
- デイリー日中英・中日英辞典
- デイリー日西英・西日英辞典
- デイリー日伊英・伊日英辞典
- デイリー日韓英・韓日英辞典
- デイリー日仏英3か国語会話辞典
- デイリー日独英3か国語会話辞典
- デイリー日中英3か国語会話辞典
- デイリー日韓英3か国語会話辞典
- デイリー日伊英3か国語会話辞典
- デイリー日西英3か国語会話辞典

## 機能
| 主な対応サービス                                 | 主な対応サービス                         | 主な対応サービス                       | 主な対応サービス                              |
| ------------------------------------------------ | ---------------------------------------- | -------------------------------------- | --------------------------------------------- |
| タッチパネル                                     | Xi／FOMAハイスピード                     | Bluetooth                              | DCMX／おサイフケータイ／赤外線                |
| ワンセグ                                         | メロディコール                           | テザリング                             | WiFi IEEE802.11b/g/n                          |
| GPS                                              | spモード／電話帳バックアップ             | デコメール／デコメ絵文字／デコメアニメ | iチャネル                                     |
| エリアメール／ソフトウェアーアップデート自動更新 | デジタルオーディオプレーヤー(WMA)(MP3他) | GSM／3Gローミング（WORLD WING）        | フルブラウザ／Flash Player 10.3               |
| Androidマーケット／dメニュー／dマーケット        | Gmail／Google Talk                       | YouTube／Picasa                        | ドコモ地図ナビ／Google Maps／ストリートビュー |

## 歴史
- 2011年9月8日 - NTTドコモよりSC-01Dと共に発表。
- 2011年10月15日 - 予約受付開始
- 2011年10月19日 - 全国にて一斉発売。[4]
- 2012年9月27日 - Android 4.0.3へアップデート開始[5][6]。